# Huszár Irma
Huszár Irma, leánynevén Szigethy (Torda, 1933. február 28. –) TV-szerkesztő, riporter. Huszár Sándor  felesége.

## Életpályája
Középiskoláit szülővárosában és Kolozsvárt végezte, 1952-től két éven át a Szentgyörgyi István Színművészeti Intézet tanítványa, 1954-től a Kolozsvári Rádió bemondója, majd szerkesztője. "Az irodalom hullámhosszán" és "A művészetek hullámhosszán" című adássorozatait az aranyszalagtár őrzi. 1971-től a Román Televízió magyar szerkesztőségének tagja Bukarestben. Gyermekműsorai révén vált ismertté; 1975-től Emil Lungu operatőrrel együttműködve több portréjellegű TV-filmet rendezett. Művei a játékfilmek elevenségével hatnak, esszéjellegüket sajátosan komponált sorok, képszerkezetek hangulati elemei erősítik.
Első figyelmet keltő TV-filmje az Agancsos csillag (Balogh Péter szobrairól Lőrinczi László forgatókönyve alapján, 1976), ezt követte ugyancsak Lőrinczi írói közreműködésével egy Dsida Jenő-TV-film az előadott versek képvilágából merített érzelmi és gondolati mozzanatok cselekményes megelevenítésével. További művészi portréfilmjei: Nagy Albert (Raoul Șorban közreműködésével); Fülöp Antal Andor; Incze Ferenc; Balla József (Huszár Sándor közreműködésével); Orosz Lujza. Rövidfilmjei: Elfelejtett költészet (forgatókönyv: Kovács Ildikó); A mosoly áll jól Imolának (forgatókönyv: Huszár Sándor); Bölcs Salamon csodatettei (forgatókönyv: Méhes György); Mondott valamit? (forgatókönyv: Huszár Sándor).